# Mitterie (metrostation)
Het metrostation Mitterie is een station van metrolijn 2 van de metro van Rijsel, gelegen in deelgemeente Lomme van de stad Rijsel. De naam komt van de wijk waarin het metrostation zich bevindt.